# Charles Laeser
Charles Laeser (Genève, 12 september 1879 - aldaar, 28 juli 1959) was een Zwitsers professioneel wielrenner tussen 1902 en 1904.
Laeser, een mecanien uit Genève, was de eerste niet-Fransman die een rit won in de Tour de France. Hij profiteerde in de eerste editie van 1903 van de toenmalige regel dat na opgave in een rit een renner wel opnieuw aan de start mocht verschijnen in een volgende rit (voor de premies), maar niet meer voor het algemeen klassement. Laeser won die rit over 268 km naar Bordeaux met 4'03" voorsprong op de Belg Julien 'Samson' Lootens. Aangezien hij ook de eerste was die meer dan 30 km/u had gereden had hij de 700 goudfrank die hij toen in ontvangst mocht nemen zeker verdiend.

## Belangrijke overwinningen
1903
- Zwitsers kampioenschap, baan, halve fond, elite
- 4e etappe Ronde van Frankrijk

## Resultaten in voornaamste wedstrijden
| Jaar | Ronde van Italië | Ronde van Frankrijk | Ronde van Spanje |
| ---- | ---------------- | ------------------- | ---------------- |
| 1903 |                  | opgave (1)          |                  |
| 1904 |                  | opgave              |                  |

(*) tussen haakjes aantal individuele etappe-overwinningen